# Zambianske kwacha
Kwacha er møntfoden i Zambia siden 1968. Den zambianske kwacha er opdelt i 100 ngwee. Navnet kwacha er afledt af macâca, som på bemba betyder daggry.
I 2003 var Zambia det eneste afrikanske land der udgav pengesedler trykt på polymer (500- og 1000-Kwacha-sedlerne).
| Artikelstump | Spire Denne artikel om penge eller valuta er en spire som bør udbygges. Du er velkommen til at hjælpe Wikipedia ved at udvide den. |